# DECADE 1998-2002
『DECADE 1998-2002』（ディケード-）は、ロックバンド、DIR EN GREYのメジャー1作目のベスト・アルバム。同じベスト・アルバムである『DECADE 2003-2007』と同時発売。

## 概要
- DIR EN GREY初のベスト・アルバム。1998年から2002年までに発表された楽曲（アルバム『GAUZE』『MACABRE』『鬼葬』『six Ugly』及びシングルのみでしか発表されなかった音源）から厳選して収録されている。ベスト・アルバムであってシングルコレクションという位置づけではない為、その年代のシングル曲が全て網羅されているわけではない。
- 完全限定生産盤。全曲リマスタリング。次世代メディア対応デジタル・リマスター仕様。
- 今作及び『DECADE 2003-2007』に関してはメンバーからの発言はなく、また説明することがない、ということで取材なども行われていない。
- 2枚ともオリコンデイリーチャートにはTOP10入りしたものの、週間チャートではTOP10に入ることはできなかった。

## 収録曲

### DISC 1
1. アクロの丘
（作詞:京　作曲:薫　編曲:Dir en grey)
デビューシングル。
メジャーデビュー曲の一つ。
2. Cage
（作詞:京　作曲:薫　編曲:Dir en grey)
4thシングル。
3. Schweinの椅子
（作詞:京　作曲:Die　編曲:Dir en grey)
1stアルバム『GAUZE』収録曲。本作に収録されたものは、『GAUZE』収録版にはない余韻が僅かにある。
4. 予感
（作詞:京　作曲:Die　編曲:Dir en grey)
5thシングル。
「いつからか〜最後になるとも知らずに」のところで同じ歌詞の呟きが追加されている。
5. 304号室、白死の桜
（作詞:京　作曲:Die　編曲:Dir en grey)
1stアルバム『GAUZE』収録曲。
6. Deity
（作詞:京　作曲・編曲:Dir en grey)
2ndアルバム『MACABRE』収録曲。
イントロが削られ、いきなりメンバーの演奏から始まる。
7. 羅刹国
（作詞:京　作曲・編曲:Dir en grey)
2ndアルバム『MACABRE』収録曲。
8. audrey
（作詞:京　作曲:Die　編曲:Dir en grey)
2ndアルバム『MACABRE』収録曲。
9. 脈
（作詞:京　作曲・編曲:Dir en grey)
6thシングル。
今作は2ndアルバム『MACABRE』収録バージョン。
10. 理由
（作詞:京　作曲:Die　編曲:Dir en grey)
2ndアルバム『MACABRE』収録曲。
11. JEALOUS-reverse-
（作詞:京　作曲・編曲:Dir en grey)
7thシングル「【KR】cube」c/w。
イントロとアウトロの挿入音が削除されている。

### DISC 2
1. ain't afraid to die
（作詞:京　作曲・編曲:Dir en grey)
9thシングル。
2. FILTH
（作詞:京　作曲・編曲:Dir en grey)
10thシングル。
3. Bottom of the death valley
（作詞:京　作曲:Toshiya　編曲:Dir en grey)
3rdアルバム『鬼葬』収録曲。
4. 逆上堪能ケロイドミルク
（作詞:京　作曲:薫　編曲:Dir en grey)
3rdアルバム『鬼葬』収録曲。
5. 鬼眼-kigan-
（作詞:京　作曲・編曲:Dir en grey)
3rdアルバム『鬼葬』収録曲。
6. embryo
（作詞:京　作曲:薫　編曲:Dir en grey)
12thシングル。
今作ではシングルバージョンを収録。
歌詞カードの一部が変更されているが曲自体はシングルバージョンそのままである。
7. 蟲-mushi-
（作詞:京　作曲:薫　編曲:Dir en grey)
3rdアルバム『鬼葬』収録曲。
8. Mr.NEWSMAN
（作詞:京　作曲:Die　編曲:Dir en grey)
ミニアルバム『Six Ugly』収録曲。
9. umbrella
（作詞:京　作曲:Shinya　編曲:Dir en grey)
ミニアルバム『Six Ugly』収録曲。
10. CHILD PREY
（作詞:京　作曲:薫　編曲:Dir en grey)
13thシングル。
今作ではシングルバージョンを収録。